# Persona grata
Persona grata — „омиљена особа”, особа која је код претпостављених у милости, личност од значај, уважена личност. Персона грата је израз сагласности једне државе којом се званично прихватају акредитовани представници и дипломатско особља друге државе. Односи се на представнике у рангу амбасадора, отправника послова и др. (члан 4 Бечке конвенције о дипломатским односима). Супротно је персона нон грата (лат. persona non grata- неомиљена особа), у дипломатским односима формализована квалификација за "непожељну особу".